# Acacia assimilis
Acacia assimilis — вид квіткових рослин з родини бобових, що зростає в Австралії (пд.-зх. Західна Австралія). Росте на піщаних рівнинах, у низинних областях, серед гранітних відслонень і на скеляcтих пагорбах. Це щільний, розлогий, округлий кущ або дерево з ниткоподібними, голими, зеленими філодіями; з кулястими або еліптичними або довгастими головами золотистих або лимонно-жовтих квіток і лінійними стручками завдовжки до 85 мм.

## Морфологічний опис
Це щільний, округлий, розлогий кущ або дерево, яке зазвичай досягає висоти 1–3 метри заввишки і має голі гілки, круглі в поперечному перерізі. Нові пагони густо вкриті притиснутими до поверхні жовтими волосками. Філодії світло- або яскраво-зелені, ниткоподібні, здебільшого 50–140 мм завдовжки і 0.8–1.3 мм завширшки, круглі в поперечному перерізі з багатьма тонкими, приблизно паралельними жилками. Квітки розташовані в головках від кулястої до еліптичної або довгастої форми 4–6 мм у діаметрі, переважно з 30–70 золотисто- або лимонно-жовтими квітками в кожній. Час цвітіння залежить від підвиду. Стручки лінійні, прямі, завдовжки 30–85 мм, 3–4 мм ушир. Насіння еліптичної або яйцеподібної або довгастої форми від темно-коричневого до чорного кольору, 2.5–3.0 мм завдовжки.